# جون بيفيريدغ (سياسي)
جون بيفيريدغ هو شخصية أعمال وسياسي أسترالي، ولد في 8 أغسطس 1848 في وندزر ‏ في أستراليا، وتوفي في 15 مارس 1916 في رندويك ‏ في أستراليا. نشط حزبياً في حزب التجارة الحرة.